# Aeroportul Lihir Island
Aeroportul Lihir Island (IATA: LNV, ICAO: AYKY) este un aeroport din New Ireland Province⁠(d), Papua Noua Guinee.
Situat la o altitudine de 3 m, aeroportul dispune de o singură pistă.